# Palazzo Loredan a Santo Stefano

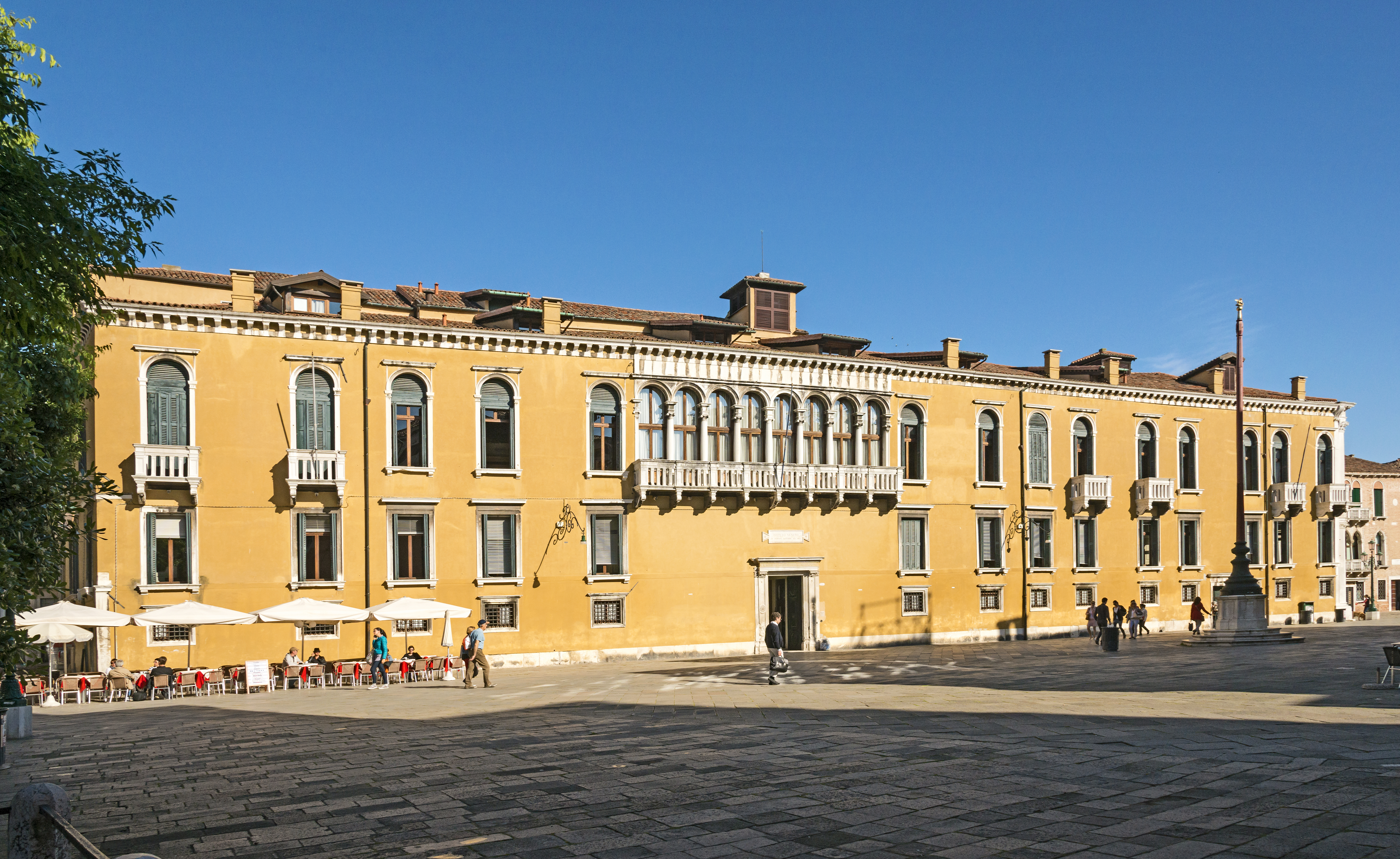
Palazzo Loredan a Santo Stefano: Lange Seite

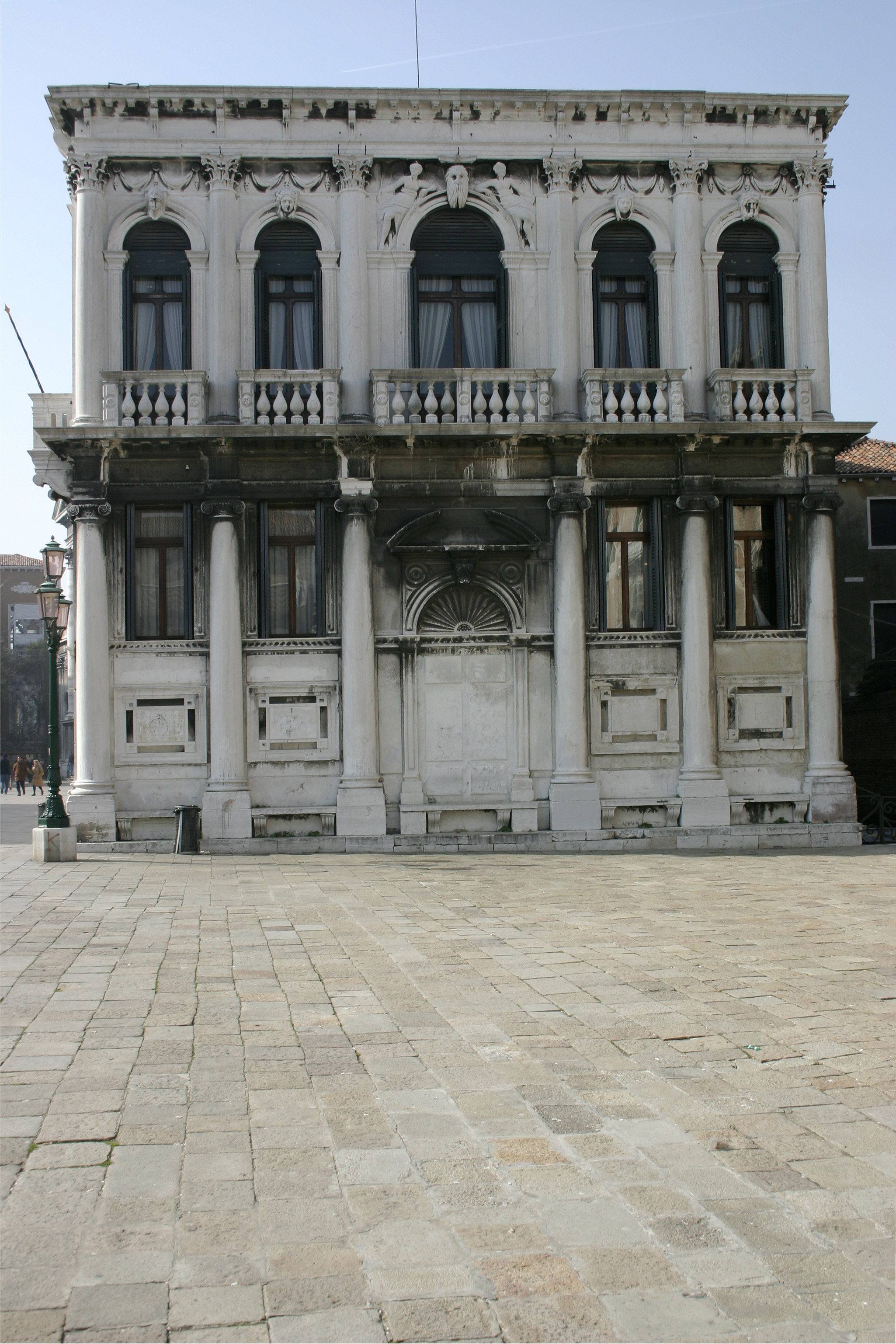
Kurze Seite

Palazzo Loredan a Santo Stefano ist ein Palast in Venedig in der italienischen Region Venetien. Er liegt im Sestiere San Marco mit Blick auf den Campo Santo Stefano neben der Kirche San Vidal. Hinter dem Palast verläuft der Rio de San Vidal.

## Geschichte
Vor dem Kauf durch die Familie Loredan im Jahre 1536 und der Restaurierung durch den Architekten Antonio Abbondi war der Palast eine Gruppe von benachbarten, gotischen Häusern, die der Familie Mocenigo gehörten. Die so gekauften Häuser wurden von Grund auf restauriert und zu einem einzigen Gebäude als Wohnhaus einer Patrizierfamilie zusammengefasst.
Nach dem Untergang der Republik Venedig verkaufte der letzte Spross der Familie Loredan den Palast in den Jahren 1802–1805 an einen Geschäftsmann. 1813 kaufte der Regio Demanio (Liegenschaftsverwaltung der Region Venetien) den Palast und machte ihn zum Sitz des Kriegsministeriums und des dazugehörigen Kriegsgerichtes, sowie Wohnhaus des Gouverneurs. Von 1855 bis 1862 war der Palast Sitz der Bauverwaltung der Provinz. Zu diesem Zweck wurde der Südflügel radikal an die Büronutzung angepasst. In diesem Zuge wurde im Hauptgeschoss ein Zwischenboden eingezogen. 1888 wurde der Palast zum Sitz des Istituto Veneto di Scienze, Lettere ed Arti bestimmt, das aber erst 1891 einzog. Bei dieser Gelegenheit wurden zahlreiche Restaurierungs- und Einrichtungsarbeiten durchgeführt.

## Beschreibung
Das ursprünglich gotische Gebäudeensemble hat heute eine einfachere Front, die eine lange Strecke entlang dem Campo Santo Stefano verläuft und eine kürzere Fassade, die aber reicher ausgestattet ist.
Das Mehrfach-Rundbogenfenster an der langen Seite besteht aus acht einzelnen Fenstern und neun korinthischen Säulen. Die Seite zum Campiello Loredan hin lässt den vorherigen architektonischen Stil erahnen. Die reicher ausgestattete Fassade ist die zur Kirche Santo Stefano hin, die von einer meisterhaften Steinfront, die an den Stil der langen Seite erinnert, gebildet wird und von Giovanni Gerolamo Grapiglia geschaffen wurde.
Im Inneren kann man den großen Eingangssaal sehen, der viele Elemente nutzt, die zu den Häusern gehörten, die sich früher an dieser Stelle befanden. Die Säulenkapitelle sind gotischen Ursprungs und wurden vermutlich wiederverwendet. Zur Schaffung dieses Eingangssaales mit der doppelten Treppe zum Hauptgeschoss wurde die äußere Vorhalle, die sich vor zweien der Häuser erstreckte, durch eine Mauer geschlossen; man kann noch das Puteal mit dem Wappen der Mocenigos im Inneren sehen. Die prächtige Monumentaltreppe, die an die Scala dei Giganti im Dogenpalast erinnert, wurde von Antonio Abbondi ausgeführt.
Das Äußere des Palastes in der restaurierten Version um 1500 sah das Fresko auf der langen Seite des Palastes mit Motiven nach manieristischem toskanisch-römischen Geschmack vor. Der Maler, der es ausführte, war Giuseppe Porta, auch Il Salviati genannt. Die Fresken stellten die heimischen, zivilen und militärischen Tugenden von Personen der römischen Welt heraus, z. B. von Lucretia, Cloelia, Porsenna und Mucius Scaevola. Letzterer galt als mythischer Ahne der Loredans.

### Gemälde
An der Decke eines Zimmers im Zwischengeschoss kann man Gemälde von Jacopo Palma dem Jüngeren und von Antonio Vassilacchi sehen, die aus der Zeit um 1600 stammen. Die vier Gemälde zeigen Szenen des Alten Testamentes und sind vermutlich um 1800 aus anderen Räumen des Palastes hierhin umgezogen.
1752, zur Wahl des Dogen Francesco Loredan, wurde ein Zimmer im Hauptgeschoss mit Fresken ausgestattet. Diese werden Giuseppe Angeli zugeschrieben und die Quadraturen Francesco Zanchi. Die Stuckarbeiten im selben Zimmer dagegen werden Giuseppe Ferrari zugeschrieben.
Von besonderem Interesse ist auch das Fresko von Gian Carlo Bevilacqua, Allegoria napoleonica genannt; dieses Gemälde wurde kürzlich restauriert, nachdem die Deutschen 1814 versucht hatten, es zu zerstören.

### Panteon Veneto
Das Pantheon wurde 1847 geschaffen, als das Istituto Veneto di Scienze Lettere ed Arti gebeten wurde, zum IX. Kongress italienischer Wissenschaftler eine Sammlung der Bilder in Form von Büsten oder Medaillons großer Venezianer zu bilden, die sich in ihren Berufen ausgezeichnet haben (Politiker, Wissenschaftler, Künstler, Militärs, Literaten etc.) und lange in Venetien lebten, von den Zeiten der Antike bis zum 18. Jahrhundert. Die Büsten und Medaillons, die das Panteon Veneto bilden, wurden 1955 aus dem Dogenpalast entfernt, ins Ca’ Pesaro verbracht und schließlich 1989 vom Istituto Veneto di Scienze, Lettere ed Arti im Palazzo Loredan a Santo Stefano gesammelt, wo man sie heute im Atrium ausgestellt sehen kann. Das 1847 begonnene Projekt wurde 1931 abgeschlossen: Die letzte Büste, die der Sammlung hinzugefügt wurde, war die von Carlo Gozzi.

Panteon Veneto
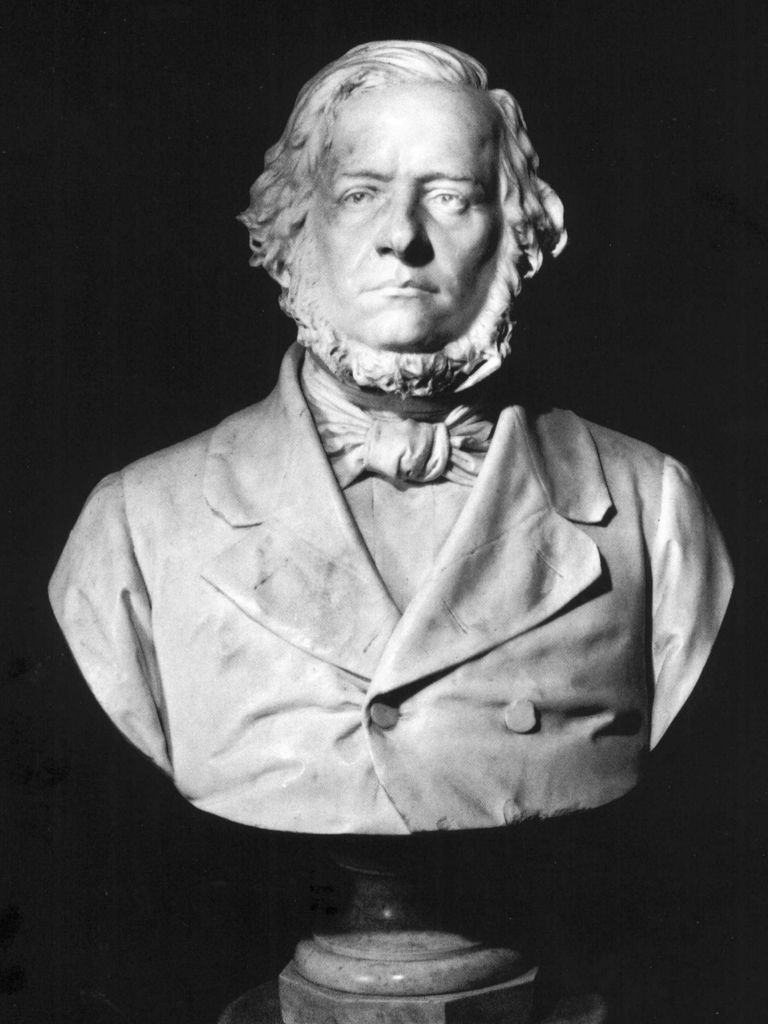
Büste von Daniele Manin, geschaffen von Emilio Marsili (1898)
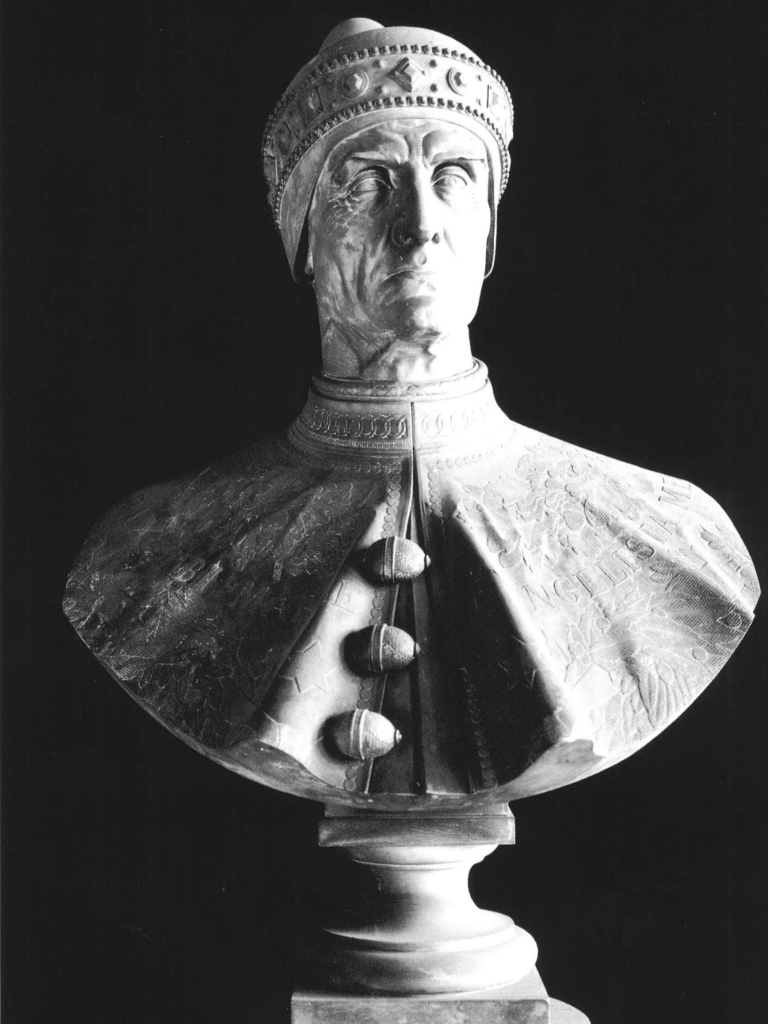
Büste von Leonardo Loredan, geschaffen von Luigi Borro (1860–1861)
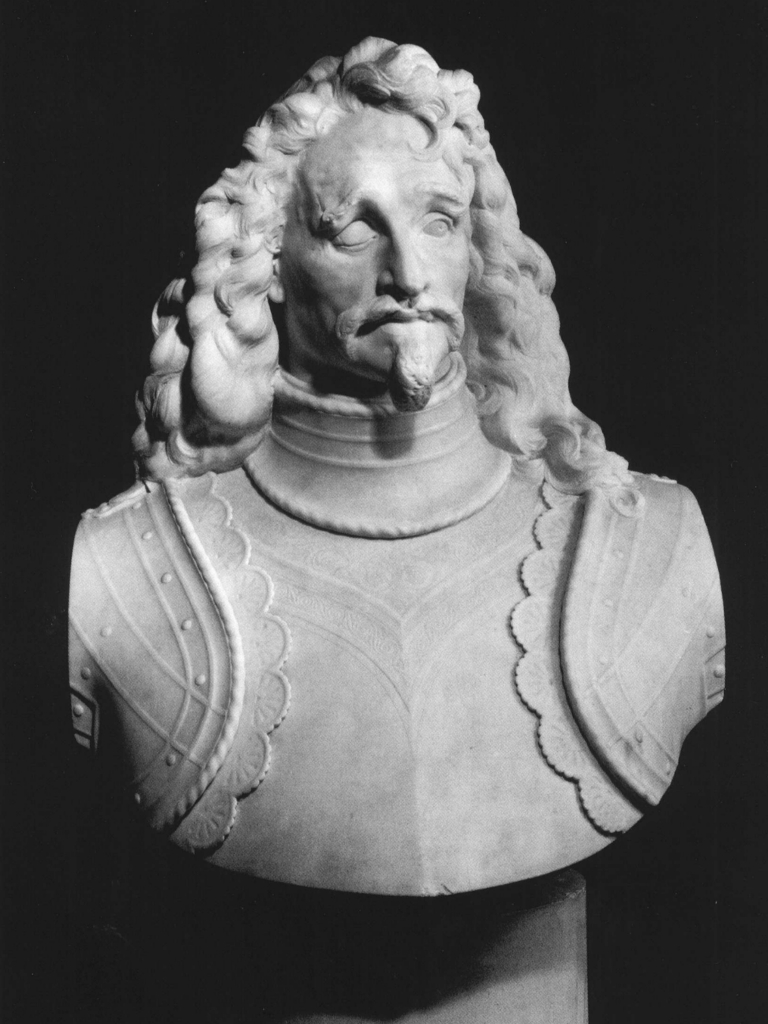
Büste von Lazzaro Mocenigo, geschaffen von Luigi Borro (1874–1875)
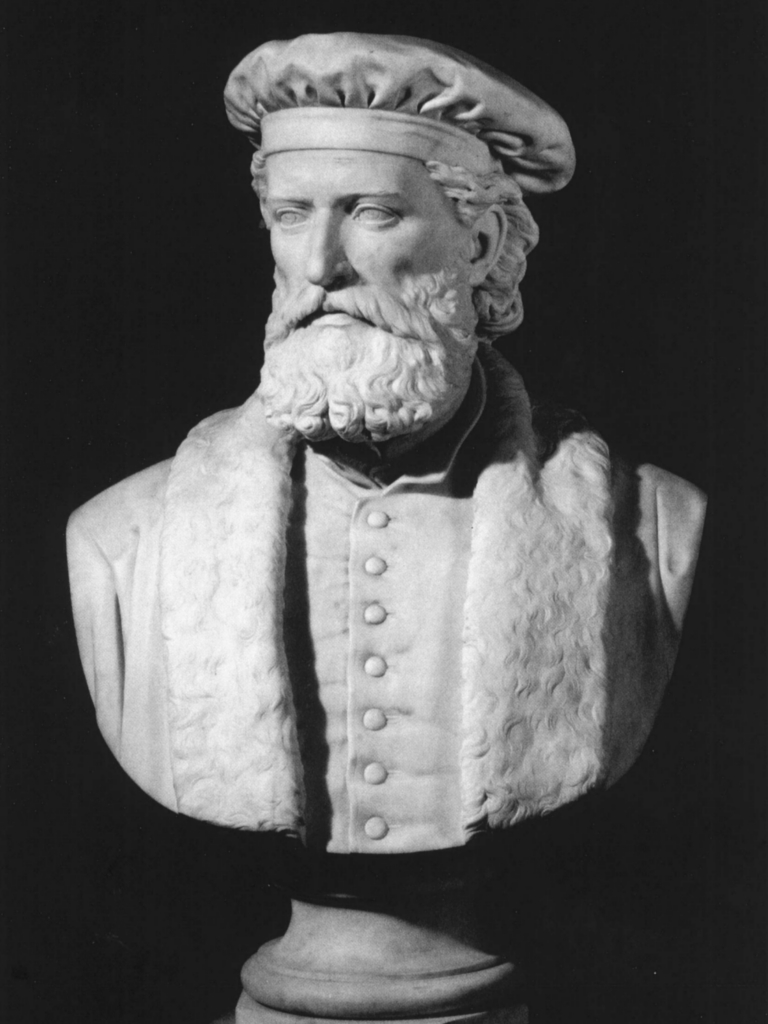
Büste von Marco Polo, geschaffen von Augusto Gamba (1862–1863)
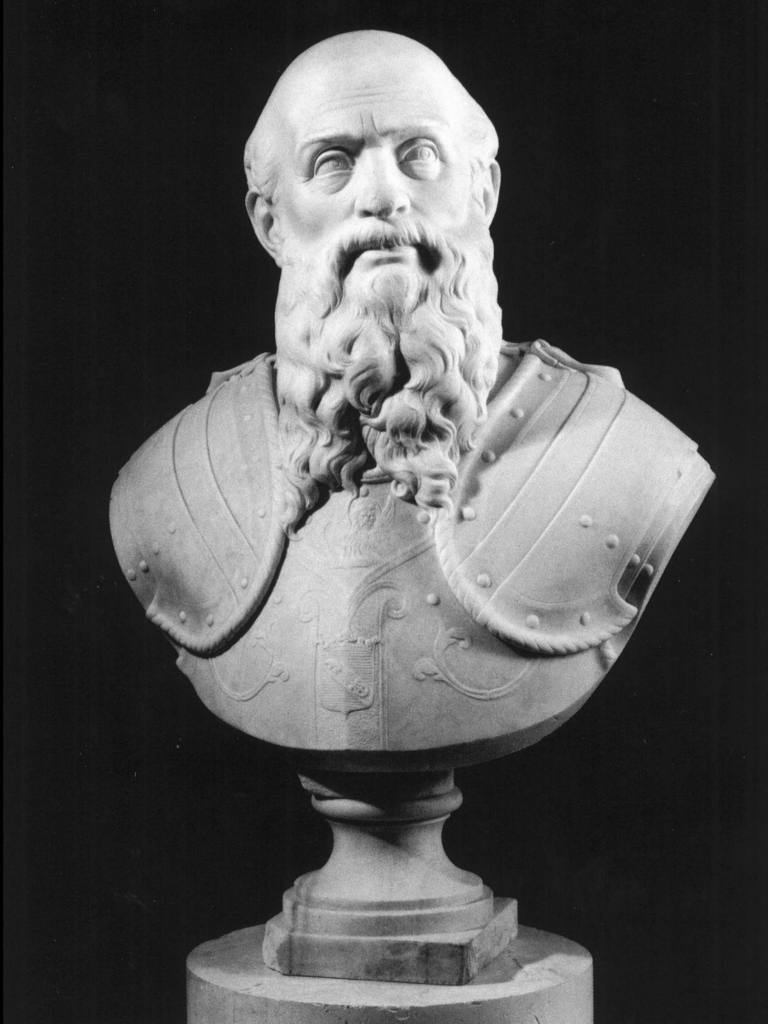
Büste von Paolo Erizzo, geschaffen von Domenico Passerini (1859–1861)
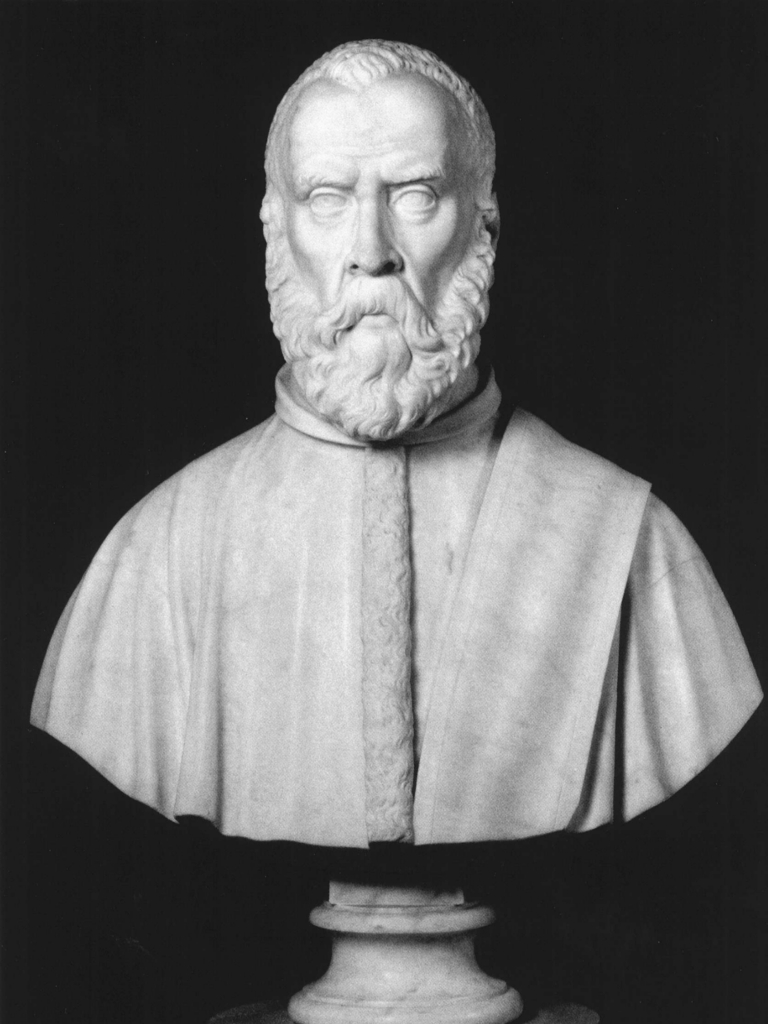
Büste von Tintoretto, geschaffen von Antonio Bianchi (1858)
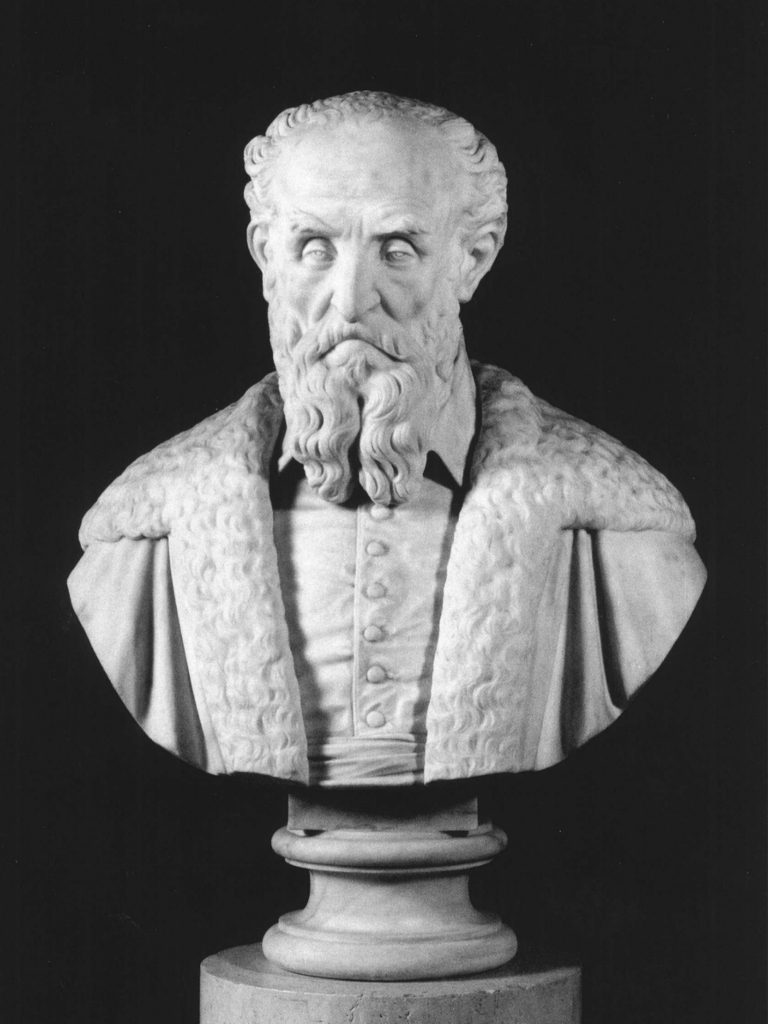
Büste von Tiziano Vecellio, geschaffen von Antonio Bianchi (1858)
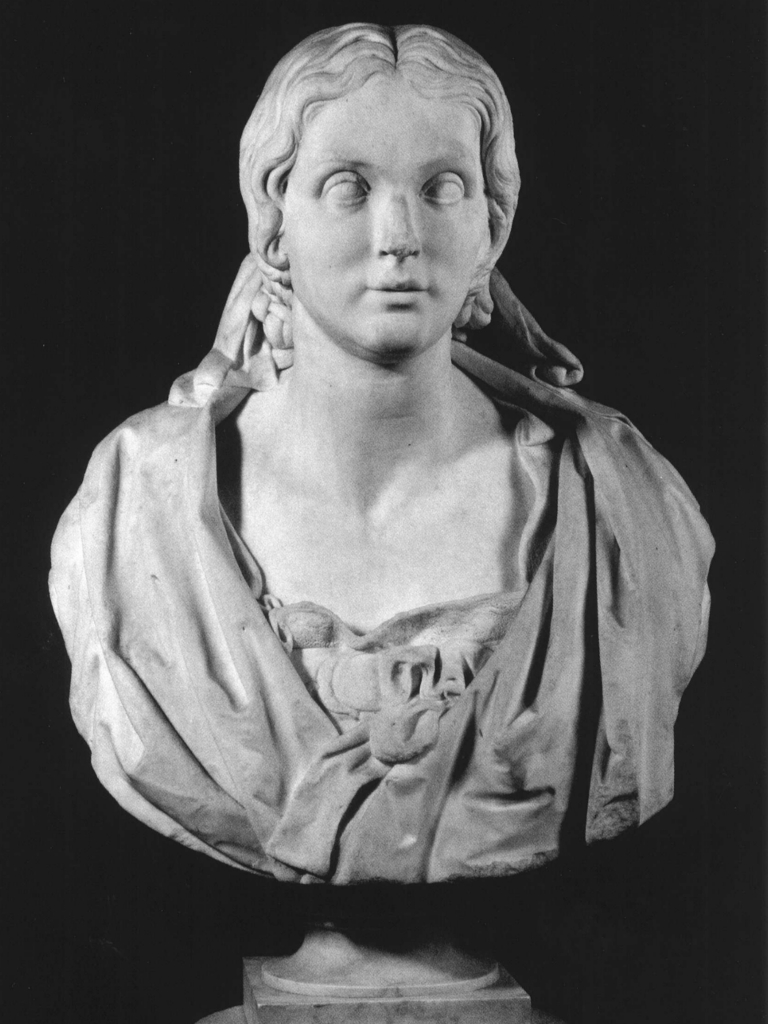
Büste von Giustina Renier Michiel, geschaffen von Pietro Zandomeneghi (1866–1868).
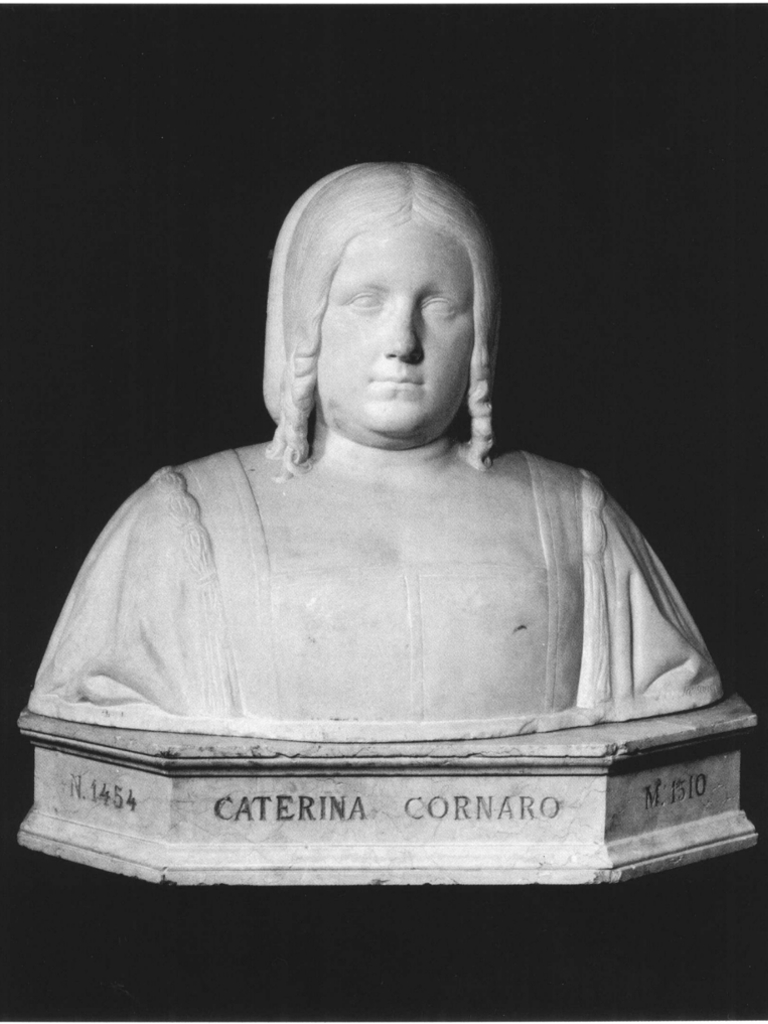
Büste von Caterina Cornaro, geschaffen von Augusto Sanavio (1912)
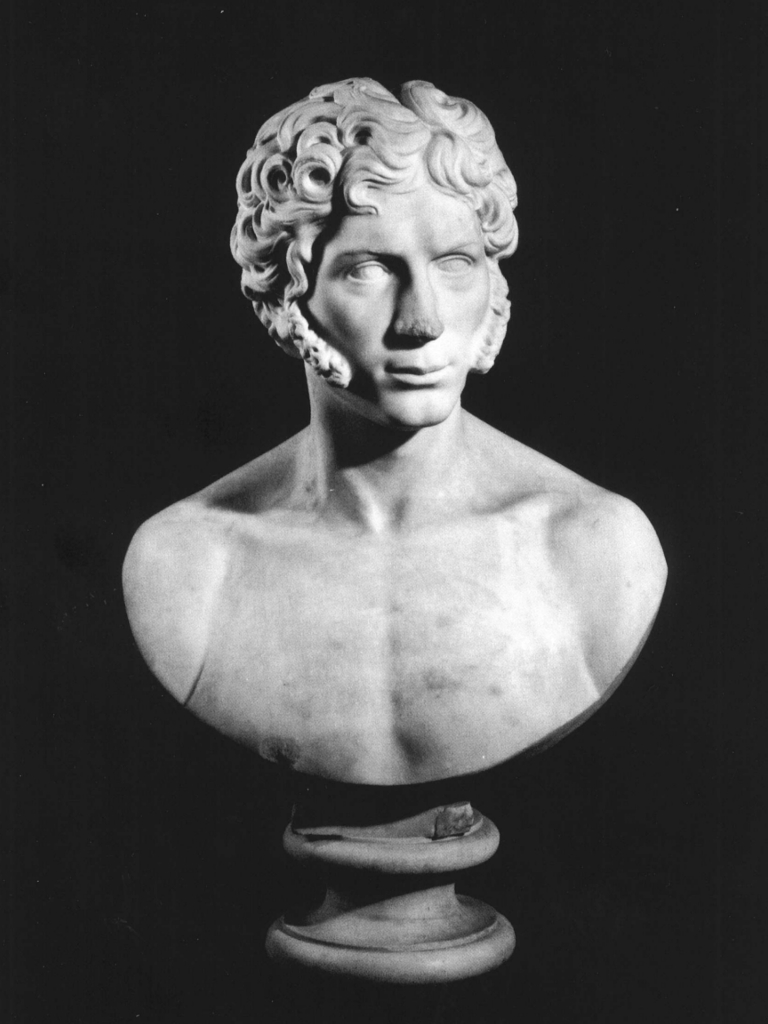
Büste von Ugo Foscolo, geschaffen von Marco Pasato (1861)

### Sala Luigi Luzzatti
Zur Hundertjahrfeier seiner Ernennung zum Präsidenten des Ministerrates wurde dank einer Spende der Banca Populare di Verona ein Saal Luigi Luzzatti gewidmet; er war auch Präsident dieser Bank. In diesem Saal sind Fotografien, Dokumente, persönliche Gegenstände und Einrichtungsgegenstände des Gelehrten und Staatsmannes ausgestellt. In dem Zimmer werden ein Ölgemälde von Dieudonné Jacobs und ein Bronzebüste, die Luzzatti darstellt, verschiedene Skulpturen, Medaillen, Plaketten, Ehrungen und der Sitz des Deputierten gezeigt. Ausgestellt sind auch der Schreibtisch und der Sessel des römischen Hauses.